# I Heard the Bells on Christmas Day
«I Heard the Bells on Christmas Day» — різдвяна пісня, заснована на основі вірша «Christmas Bells» написаного у 1863 році, американським поетом Генрі Водсворта Лонгфелло. У пісні розповідається про те, як оповідач почувши різдвяні дзвони під час Громадянської війни в США, впадає у відчай, тому що «ненависть сильна і висміює пісню миру на землі, доброї волі людям». Після довгих страждань і зневіри колядка завершується дзвонами, які рішуче сповіщають, що «Бог не вмер і не спить» і що врешті-решт буде «…мир на землі, добра воля людям».

## Походження
У 1861 році, за два роки до написання цієї поеми, особистий спокій Лонгфелло похитнувся, коли його друга дружина, якій він був дуже відданий, згоріла у випадковій пожежі. Потім у 1863 році, під час громадянської війни в США, старший син Лонгфелло, Чарльз Епплтон Лонгфелло, приєднався до армії Союзу без благословення батька. Лонгфелло був проінформований листом від 14 березня 1863 року після від'їзду Чарльза. «Я щосили намагався протистояти спокусі піти без вашого дозволу, але більше не можу», — написав він. «Я вважаю своїм першочерговим обов'язком зробити все, що можу, для своєї країни, і я б охоче віддав за неї своє життя, якби це принесло користь». Чарльза незабаром призначили лейтенантом, але в листопаді він був важко поранений у битві при Майн-Ран. Зрештою Чарльз одужав, але час його солдатства закінчився.
Лонгфелло написав вірш на Різдво 1863 року «Різдвяні дзвіночки», який вперше було опубліковано в лютому 1865 року в журналі для підлітків Our Young Folks, який видавав Ticknor and Fields. Згадки про громадянську війну переважають у деяких віршах, які зазвичай не співаються. Рефрен «Мир на землі, добра воля людям» є посиланням на переклад короля Якова Луки 2:14.

## Текст пісні
I heard the bells on Christmas Day

Their old, familiar carols play,

:and mild and sweet

:The words repeat

Of peace on earth, good-will to men!

And thought how, as the day had come, The belfries of all Christendom

:Had rolled along

:The unbroken song

Of peace on earth, good-will to men!

Till ringing, singing on its way, The world revolved from night to day,

:A voice, a chime,

:A chant sublime

Of peace on earth, good-will to men!

Then from each black, accursed mouth

The cannon thundered in the South,

:And with the sound

:The carols drowned

Of peace on earth, good-will to men!

It was as if an earthquake rent

The hearth-stones of a continent,

:And made forlorn

:The households born

Of peace on earth, good-will to men!

And in despair I bowed my head;

"There is no peace on earth, " I said;

:«For hate is strong,

:And mocks the song

Of peace on earth, good-will to men!»

Then pealed the bells more loud and deep: «God is not dead, nor doth He sleep;

:The Wrong shall fail,

:The Right prevail, With peace on earth, good-will to men.»

## Музичні переспіви
Відомо, що цей вірш було покладено на музику лише в 1872 році. Англійський органіст Джон Баптіст Калкін використав цей вірш у процесії, супроводжуваній мелодією «Waltham», яку він використовував раніше ще в 1848 році Версія колядки Calkin довгий час була стандартом. Також вірш був накладений на композицію Джозефа Майнцера «Майнцер» 1845 року. Гаррієт П. Сойєр (1862—1934) також склала місце дії для поеми. Інші мелодії були створені нещодавно, особливо в 1956 році Джонні Марксом (аранжування Лі Келсона та Маргарет Шеллі Венс).
Бінґ Кросбі записав пісню 3 жовтня 1956 року, використовуючи мелодію Маркса та куплети під номером:1, 2, 6, 7. Він вийшов як сингл і досяг 55 місця в опитуванні «Music Vendor». Запис високо оцінили як Billboard, так і Variety. "Переробка Бінга Кросбі композиції «I Heard the Bells on Christmas Day» є надзвичайно важливою для «Jule 56» і користується постійним попитом. «Наприкінці цього року небагато цьогорічних різдвяних випусків показали багато подій. Однак цей новий альбом Кросбі почався багатообіцяюче. На початку місяця він набирає популярності, але легко прогнозують вражаючий обсяг, який він набере в останній половині грудня». З того часу мелодія Маркса отримала понад 60 комерційних записів, а загальний обсяг продажів перевищив 5 мільйонів копій.
У 2008 році сучасний християнський музичний гурт Casting Crowns записав свій восьмий християнський хіт № 1 із піснею «I Heard the Bells» із їхнього альбому Peace on Earth. Пісня не є точною копією оригінального вірша чи колядки, а інтерполяцією віршів під номером :1, 6, 7 і 3 (у такому порядку), вставлених із новим приспівом.

## Масова культура
У п'ятому розділі свого роману «Something Wicked This Way Comes» 1962 року Рей Бредбері описує цю колядку як «надзвичайно зворушливу, приголомшливу, незалежно від того, в який день чи місяць її співали». Колядка створює іронічний контраст зі злом, яке карнавал містера Дарка збирається принести в Грін-Таун, штат Іллінойс. У екранізації роману 1983 року містер Дарк (Джонатан Прайс) і Чарльз Хеллоуей (Джейсон Робардс) цитують уривки з колядки, коли зустрічаються в міській бібліотеці (хоча Дарк зловісно заявляє, що «до Різдва ще тисяча років»).).
Перший повнометражний фільм Sight & Sound Films, I Heard the Bells, який вийшов у 2022 році, описує події, пов'язані з написанням поеми Лонгфелло.